# Kon Ichikawa
Pour les articles homonymes, voir Ichikawa (homonymie).
Kon Ichikawa (市川 崑, Ichikawa Kon), né le 20 novembre 1915, à Ise, nouveau nom de Ujiyamada dans la préfecture de Mie, et mort le 13 février 2008 dans sa ville natale, est l'un des plus célèbres réalisateurs japonais.
Il réalise plus de quatre-vingts films, du milieu des années 1940 au milieu des années 2000, et, bien que peu d'entre eux soient diffusés en Occident, leur reconnaissance (nomination, parfois récompense) dans des festivals internationaux parmi les plus prisés, comme la Mostra de Venise ou le Festival de Cannes, lui valent une notoriété internationale. Son style a beaucoup varié durant sa longue carrière, mais on notera qu'il privilégie souvent les objectifs grand angle et le cinémascope pour restituer une esthétique visuelle proche du théâtre kabuki, et qu'il revient fréquemment à des thèmes pacifistes nuancés d'humour noir.

## Biographie

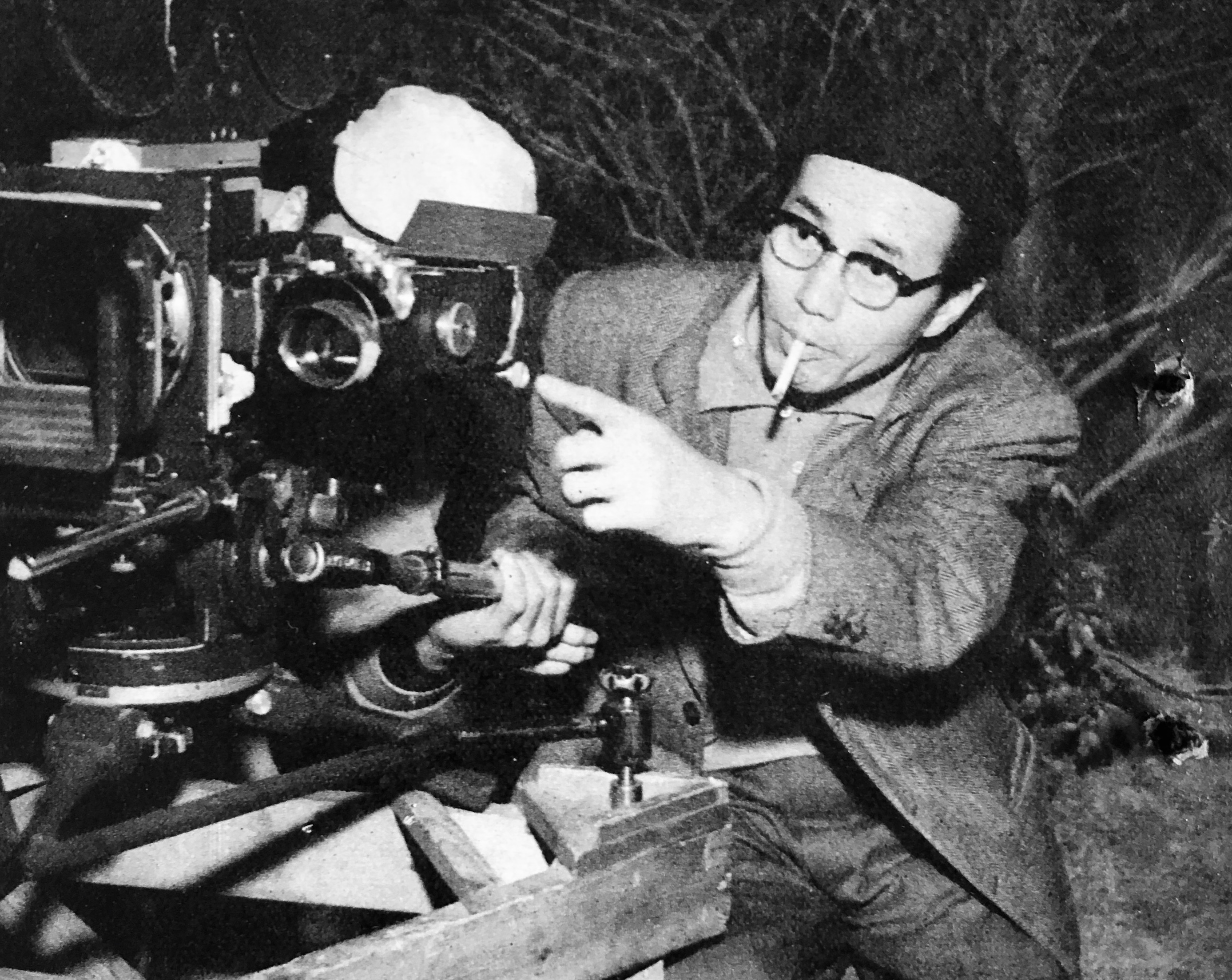
Kon Ichikawa en 1955.

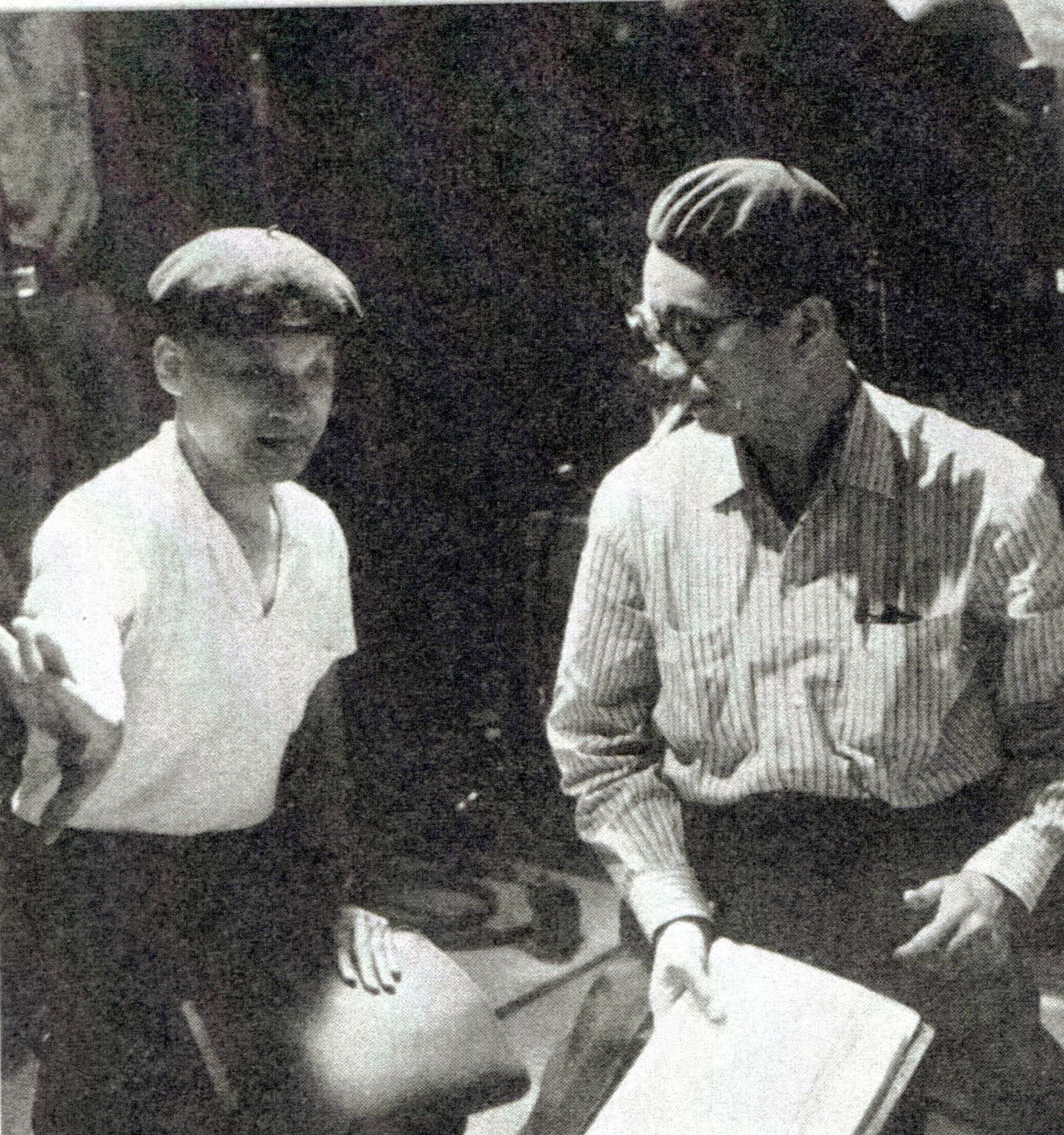
Kazuo Miyagawa (à gauche) et Kon Ichikawa (à droite) en 1963.

### Début de carrière
En 1933, après des études de commerce à Osaka, Kon Ichikawa trouve un emploi dans la section animation de la société Jenkins-Osawa, à Kyoto, où il devient ensuite assistant de réalisateurs tels que Tamizō Ishida, Yutaka Abe et Nobuo Aoyagi.
Au début des années 1940, les studios Jenkins-Osawa fusionnent avec les sociétés de production Tōhō et Photo Chemical Laboratories (P.C.L.). Kon Ichikawa rejoint Tokyo à cette occasion. Il y rencontre Natto Wada (和田 夏十, Wada Natto, parfois transcrit en Natsuto Wada), alors traductrice pour la Tōhō, qui devient sa femme et écrit les scénarios de la plupart de ses films réalisés entre 1949 et 1965.
En 1946, la Tōhō lui donne l'occasion de réaliser un premier film, La Fille du temple Dojo,, une animation tournée avec des marionnettes et adaptée d'une pièce de bunraku.
Kon Ichikawa ne présente pas le script du film au comité de censure de l'occupant américain, avant de le réaliser (peut-être parce qu'il avait peu de chances d'être accepté, les thèmes trop « médiévaux » étaient généralement rejetés,) ; en conséquence, les autorités américaines confisquent les bobines, empêchant la diffusion du film qui, longtemps perdu — on l'a cru détruit — est désormais retrouvé et conservé, notamment par la Cinémathèque française.

### Affirmation cinématographique et politique
Le contrôle et la censure des médias par les forces d'occupation avaient des effets très sensibles sur l'industrie cinématographique japonaise, et se traduisirent notamment, dans l'immédiat après-guerre, par une montée en puissance des syndicats et l'apparition de conflits sociaux dans les sociétés de productions.
Fondé le 5 décembre 1945 (seulement quatre mois après la fin de la guerre) le syndicat de la Tōhō est alors l'un des plus actifs et organise d'importantes grèves et manifestations dès début 1946. À partir de l'automne 1946, un mouvement de grève plus radical provoque une scission parmi les employés de la Tōhō et aboutit à la création en mars 1947 d'une nouvelle société de production sous la bannière anticommuniste, la Shintōhō. S'étant opposé aux grévistes, Kon Ichikawa rejoint la Shintōhō. Ce parti pris n'était pas sans conséquences pratiques : il était à l'abri des « chasses aux sorcières » anticommunistes (qui commencèrent en 1948 lorsque les Américains changèrent radicalement leur politique à cet égard), mais se trouvait désormais dans une société de production sans grands moyens financiers, privée de « tête d'affiche » (comme Mikio Naruse et Akira Kurosawa, qui étaient restés à la Tōhō) et qui se trouvait par conséquent contrainte de produire un cinéma grand public. C'est pourquoi, jusqu'au début des années 1950, Kon Ichikawa est contraint à la réalisation de films à vocations plus commerciales qu'artistiques.

### Fin de carrière
Kon Ichikawa meurt le 13 février 2008 à l'âge de 92 ans.

## Filmographie
Sauf indication contraire, les titres en français se basent sur la filmographie de Kon Ichikawa dans l'ouvrage Le Cinéma japonais de Tadao Satō.

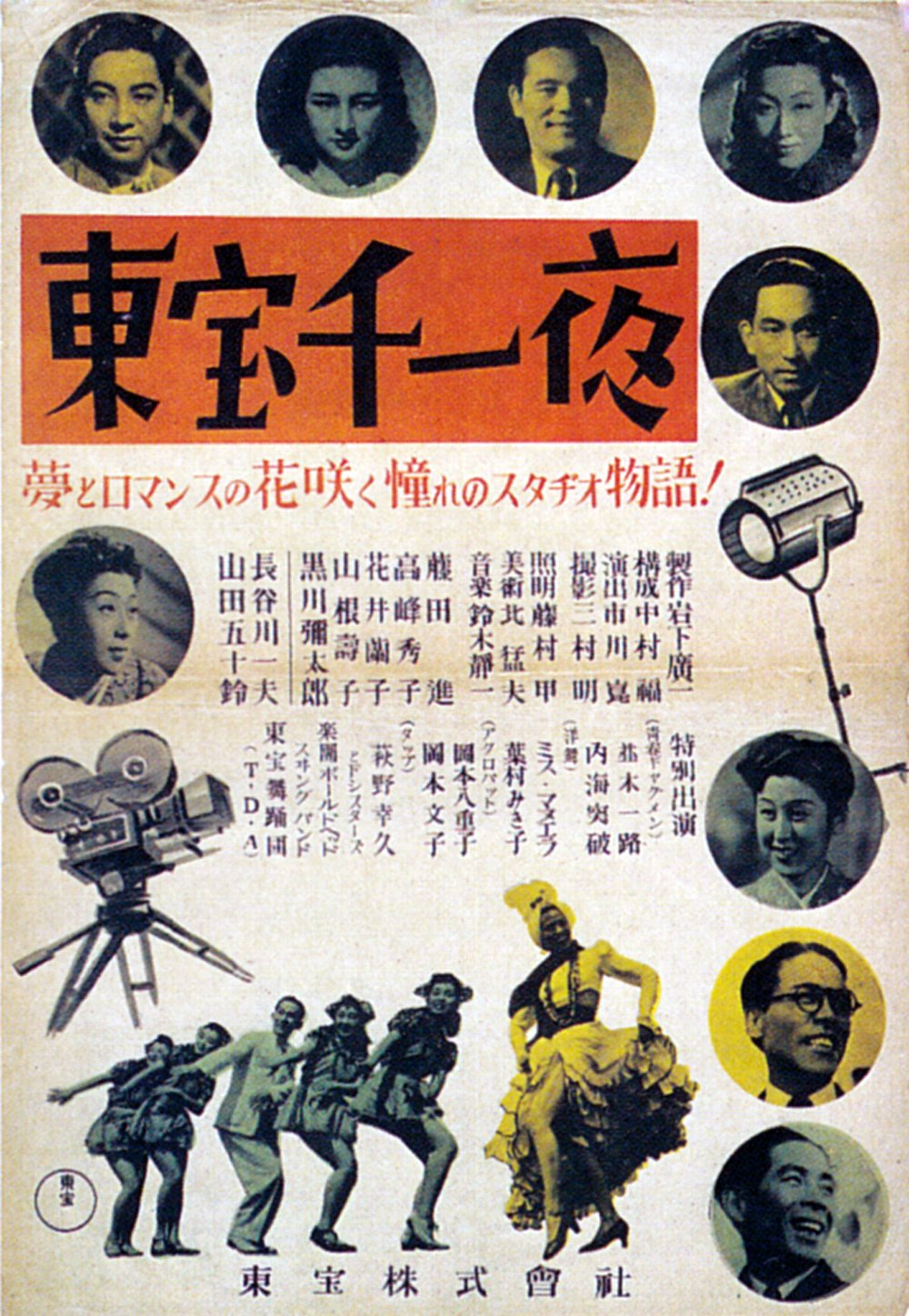
Affiche de Mille et une nuits avec la Toho (1947).

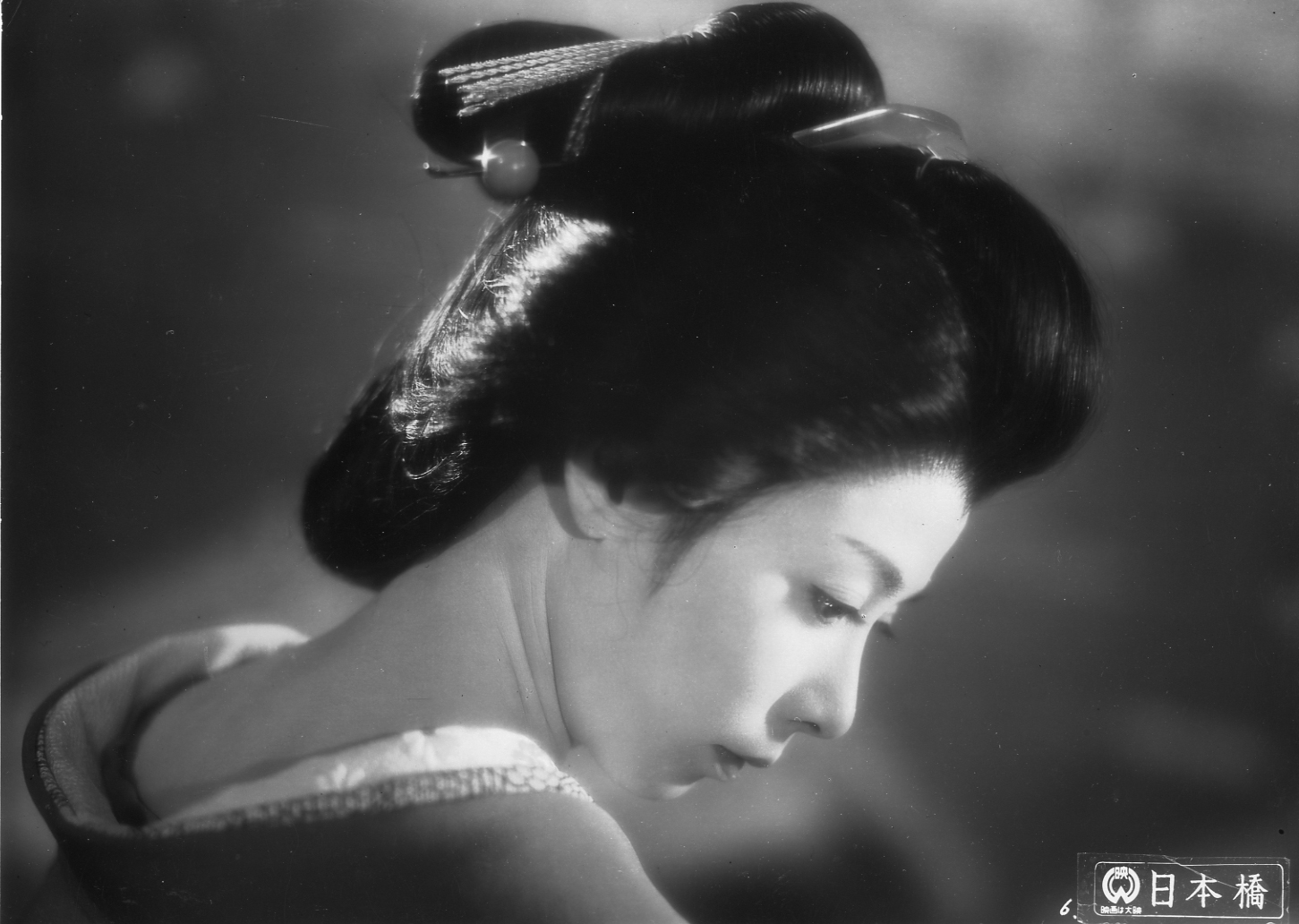
Chikage Awashima dans Le Pont du Japon (1956).

### Cinéma
- 1946 : La Fille du temple Dojo (娘道場寺, Musume dōjō-ji?)
- 1947 : Mille et une nuits avec la Toho (東宝千一夜, Tōhō sen'ichiya?)
- 1948 : La Fleur éclose (花ひらく 待ち焦より, Hana hiraku: Machiko yori?)
- 1948 : 365 Nuits I (三百六十五夜 東京篇, Sanbyakurokūjugo ya: Tōkyō-hen?)
- 1948 : 365 Nuits II (三百六十五夜 大阪篇, Sanbyakurokūjugo ya: Ōsaka-hen?)
- 1949 : Portrait d'un être humain (人間模様, Ningen moyō?)
- 1949 : Passion sans frein (果しなき情熱, Hateshinaki jōnetsu?)
- 1950 : Sanshiro de Ginza (銀座三四郎, Ginza Sanshirō?)
- 1950 : Terre chaude (熱泥地, Netsudeichi?)
- 1950 : Poursuite à l'aube (暁の追跡, Akatsuki no tsuiseki?)
- 1951 : Fleur de nuit ou Le Parfum de la nuit (夜来香, Ieraishan?)
- 1951 : L'Amant (恋人, Koibito?)
- 1951 : L'Homme sans nationalité (無国籍者, Mukokuseki-sha?)
- 1951 : L'Amour volé (盗まれた恋, Nusumareta koi?)
- 1951 : Bungawan Solo (ブンガワンソロ, Bungawan Soro?)[16]
- 1951 : La Marche nuptiale (結婚行進曲, Kekkon kōshinkyoku?)
- 1952 : Monsieur Lucky (ラッキーさん, Rakkii-san?)
- 1952 : Les Jeunes Gens (若い人, Wakai hito?)
- 1952 : La Femme qui a touché les jambes (足にさわった女, Ashi ni sawatta onna?)
- 1952 : Par ci, par là (あの手この手, Anote konote?)
- 1953 : Monsieur Pû (プーサン, Pū-san?)
- 1953 : La Révolution bleue (青色革命, Aoiro kakumei?)
- 1953 : La Jeunesse de Heiji Zenigata (天晴れ一番手柄 青春銭形平次, Appare ichiban tegara: Seishun Zenigata Heiji?)
- 1953 : Les Amants (愛人, Aijin?)
- 1954 : Tout sur moi (わたしの凡てを, Watashi no subete o?)
- 1954 : Le Milliardaire (億万長者, Okuman chōja?)[17]
- 1954 : Douze chapitres sur les femmes (女性に関する十二章, Josei ni kansuru jūni shō?)
- 1955 : Histoire de fantômes de la jeunesse (青春怪談, Seishun kaidan?)
- 1955 : Le Pauvre Cœur des hommes (こころ, Kokoro?)
- 1956 : La Harpe de Birmanie (ビルマの竪琴, Biruma no tategoto?)
- 1956 : La Chambre des exécutions ou La Chambre de punition (処刑の部屋, Shokei no heya?)
- 1956 : Nihonbashi ou Le Pont du Japon (日本橋, Nihonbashi?)
- 1957 : Le Train bondé (満員電車, Man'in densha?)[18]
- 1957 : Les Hommes de Tohoku (東北の神武たち, Tōhoku no zunmu-tachi?)
- 1957 : Le Trou (穴, Ana?)
- 1958 : Le Pavillon d'or (炎上, Enjō?)
- 1959 : Les Mots de nos rencontres : au revoir, bonjour (あなたと私の合言葉 さよなら、今日は, Anata to watashi no aikotoba : sayonara, konnichiwa?)
- 1959 : L'Étrange Obsession (鍵, Kagi?)
- 1959 : Feux dans la plaine (野火, Nobi?)
- 1960 : Testaments de femmes (女経, Jokyō?) - 2e partie : Mono o takaku uritsukeru onna (物を高く売りつける女?)
- 1960 : Le Fils de famille (ぼんち, Bonchi?)
- 1960 : Tendre et folle adolescence (おとうと, Otōto?)[19]
- 1961 : Dix femmes en noir (黒い十人の女, Kuroi jūnin no onna?)
- 1962 : Le Serment rompu (破戒, Hakai?)
- 1962 : J'ai deux ans (私は二歳, Watashi wa nisai?)
- 1963 : La Vengeance d'un acteur (雪之丞変化, Yukinojō henge?)
- 1963 : Seul sur l'océan Pacifique (太平洋ひとりぼっち, Taiheiyō hitori-botchi?)
- 1964 : La Danse du grisbi (ja) (ど根性物語　銭の踊り, Dokonjō monogatari: Zeni no odori?)
- 1967 : La Guerre des boutons de Toppo Jijo (トッポ・ジージョのボタン戦争, Toppo Jijo no botan sensō?)
- 1971 : Pourquoi ? (愛ふただび, Ai futatabi?)
- 1973 : Errances (股旅, Matatabi?)
- 1975 : Je suis un chat (吾輩は猫である, Wagahai wa neko de aru?)
- 1976 : Entre l'épouse et la femme (妻と女の間, Tsuma to onna no aida?), coréalisé avec Shirō Toyoda
- 1976 : Le Complot de la famille Inugami ou La Famille Inugami (犬神家の一族, Inugami-ke no ichizoku?)
- 1977 : La Ballade du diable (悪魔の手毬唄, Akuma no temari-uta?)
- 1977 : L'Île de la prison (獄門島, Gokumon-tō?)
- 1978 : La Reine des abeilles (女王蜂, Joōbachi?)
- 1978 : Le Phénix (火の鳥, Hi no tori?)
- 1979 : La Maison du pendu (病院坂の首縊りの家, Byōinzaka no kubikukuri no ie?)
- 1979 : Le Train de la voie lactée 999 (銀河鉄道９９９, Ginga Tetsudo 999?)
- 1980 : L'Ancienne Capitale (古都, Koto?)
- 1981 : Le Bonheur (幸福, Kōfuku?)
- 1983 : Les Quatre Sœurs Makioka (細雪, Sasameyuki?)
- 1984 : Ohan (おはん?)
- 1985 : La Harpe de Birmanie (ビルマの竪琴, Biruma no tategoto?) (remake)
- 1986 : Le Palais des fêtes (鹿鳴館, Rokumeikan?)
- 1987 : L'Actrice (映画女優, Eiga joyū?)
- 1987 : La Princesse de la Lune (竹取物語, Taketori monogatari?)
- 1988 : La Grue (つる 鶴, Tsuru?)
- 1991 : L'Affaire du meurtre de la légende de Tenga (天河伝説殺人事件, Tenkawa densetsu satsujin jiken?)
- 1993 : Fusa (その木戸を通って, Sono kido o tōtte?)
- 1993 : Le Retour de Monjiro Kogarashi (帰って来た木枯し紋次郎, Kaette kitta Kogarashi Monjirō?)
- 1994 : Les 47 Rōnin (四十七人の刺客, Shijūshichinin no shikaku?)
- 1996 : Le Village aux huit tombes (八つ墓村, Yatsu haka mura?)
- 2000 : Shinsengumi (新選組, Shinsengumi?)
- 2000 : Dora-heita (どら平太?)
- 2001 : La Mère (かあちゃん, Kā-chan?)
- 2006 : Les Inugamis (犬神家の一族, Inugami-ke no ichizoku?) (remake)

### Documentaires
- 1965 : Tokyo Olympiades (東京オリンピック, Tōkyō Orinpikku?)
- 1968 : La Jeunesse (青春, Seishun?)
- 1969 : Kyoto (京, Kyōto?)
- 1970 : Le Japon et les Japonais (日本と日本人, Nihon to Nihonjin?)
- 1970 : Tsuru (つる?)
- 1973 : Le Plus Rapide (最も速く, Mottomo hayaku?), 5e segment dans le film collectif Visions of Eight (時よとまれ、君は美しい/ミュンヘンの17日, Tokiyo tomare, kimi wa utsukushii?)

### Télévision
- 1965 - 1966 : Le Dit du Genji (源氏物語, Genji monogatari?) (série TV)
- 1972 : Kogarashi Monjirō (木枯し紋次郎?) (série TV de 4 épisodes)
- 1986 : Le Conte des chatons (子猫物語, Koneko monogatari?) (téléfilm)
- 1993 : Shinjitsu ichiro (真実一路?) (téléfilm)
- 2002 : Tōbō (逃亡?) (série TV de 3 épisodes)
- 2003 : Le Mariage de ma fille (娘の結婚, Musume no kekkon?) (téléfilm)

## Filmographie (producteur)
- 1960 : La Femme qui touchait les jambes (足にさわった女, Ashi ni sawatta onna?) de Yasuzō Masumura
- 1962 : J'ai deux ans (私は二歳, Watashi wa nisai?)
- 1963 : La Vengeance d'un acteur (雪之丞変化, Yukinojō henge?)
- 1965 : Tokyo Olympiades (東京オリンピック, Tōkyō Orinpikku?) (documentaire)
- 1967 : La Guerre des boutons de Toppo Jijo (トッポ・ジージョのボタン戦争, Toppo Jijo no botan sensō?)
- 1969 : Kyoto (京, Kyōto?) (documentaire)
- 1977 : La Ballade du diable ou La Ritournelle du démon (悪魔の手毬唄, Akuma no temari-uta?)
- 1977 : L'Île de la prison (獄門島, Gokumon-tō?)
- 1979 : La Maison du pendu (病院坂の首縊りの家, Byōinzaka no kubikukuri no ie?)
- 1983 : Les Quatre Sœurs Makioka (細雪, Sasameyuki?)
- 1984 : Ohan (おはん, Ohan?)
- 1987 : L'Actrice (映画女優, Eiga joyū?)

## Filmographie (acteur)
- 2008 : The Magic Hour (ザ・マジックアワー, Za majikku awā?) de Kōki Mitani : le réalisateur

## Distinctions

### Récompenses
- 1963 : prix Blue Ribbon du meilleur réalisateur pour J'ai deux ans et Le Serment rompu[20]
- 1963 : prix Kinema Junpō du meilleur film et du meilleur réalisateur pour J'ai deux ans[21]
- 1963 : prix Mainichi du meilleur réalisateur pour J'ai deux ans et Le Serment rompu[22]